# Bassumer Friedeholz
Das Bassumer Friedeholz ist ein Naturschutzgebiet in der Gemeinde Beckeln, Samtgemeinde Harpstedt, im niedersächsischen Landkreis Oldenburg.

## Allgemeines
Das Naturschutzgebiet mit dem Kennzeichen NSG WE 293 ist etwa 57 Hektar groß. Es ist nahezu deckungsgleich mit dem gleichnamigen FFH-Gebiet. Ein 14,3 Hektar großer Bereich des Waldes ist seit 1974 als Naturwaldreservat ausgewiesen. Das Gebiet steht seit dem 8. Juli 2017 unter Schutz. Zuständige untere Naturschutzbehörde ist der Landkreis Oldenburg.

## Beschreibung
Das Naturschutzgebiet liegt westlich von Bassum und südlich von Harpstedt innerhalb des Naturparks Wildeshauser Geest. Es stellt Eichen-Hainbuchenwälder sowie Buchen- und Eichenwälder unter Schutz. Kleinflächig sind Nadelbaumforste zu finden, die mittel- bis langfristig in standorttypische Laubwaldgesellschaften umgewandelt werden sollen.
An den Rändern des Naturschutzgebietes sowie teilweise im Gebiet selbst verlaufen Baum-Wallhecken. Das Waldgebiet wird vom Purrmühlenbach, einem Nebenfluss der Delme, durchflossen, der innerhalb des Naturschutzgebietes entspringt. Hier stockt kleinflächiger Erlen-Quellwald.
Das Naturschutzgebiet dient auch der Naherholung. Es grenzt vielfach an weitere Wälder des Friedeholzes, nach Westen und Osten teilweise auch an landwirtschaftliche Nutzflächen.